# Gerhard Goebel (Bischof)
Gerhard Ludwig Goebel MSF (* 1. Dezember 1933 in Scheuerfeld; † 4. November 2006 in Kirchen (Sieg)) war katholischer Bischof der apostolischen Prälatur Tromsø.

## Leben
Gerhard Goebel trat 1954 als Spätberufener in Mühlbach in das Noviziat der Ordensgemeinschaft der Missionare von der Heiligen Familie bei, legte am 8. September 1955 seine Ordensgelübde ab und empfing am 3. Juli 1960 im „Hunsrückdom“ in Ravengiersburg die Priesterweihe. Seit 1962 wirkte als Kaplan und Lehrer in Tromsø und als Pfarrer in Hammerfest in Nord-Norwegen.
1977 wurde er Apostolischer Administrator in Tromsø; 1979 wurde er zum Prälaten von Tromsø (ca. 1700 Katholiken) ernannt, in der nördlichsten Diözese der Welt, die sich etwa vom Polarkreis nördlicher Breite bis nach Spitzbergen hin erstreckt. Papst Johannes Paul II. sowie die Mitkonsekratoren Duraisamy Simon Kardinal Lourdusamy, Erzbischof von Bangalore und damaliger Sekretär der Kongregation für die Evangelisierung der Völker, und Eduardo Kardinal Martínez Somalo, Erzbischof und damaliger Offizial im Staatssekretariat (Heiliger Stuhl), spendeten ihm am 27. Mai 1979 die Bischofsweihe im Petersdom in Rom. Sein Wahlspruch als Bischof lautete: "Iter para tutum" – "Sicher uns geleite". Höhepunkt seiner Amtszeit war im Jahr 1989 der Besuch des Papstes in Tromsø.
Sein Spitzname war „Polarbischof“, da seine Bischofskirche in Tromsø etwa 350 km nördlich des Polarkreises liegt.
Das Bischofsamt hatte er bis zu seinem Tod inne; er starb während seines Heimaturlaubs im Krankenhaus in Kirchen/Westerwald.